# 薩珀頓站
薩珀頓站（英語：Sapperton Station）是加拿大卑詩省新西敏一座架空列車博覽線車站，為運輸聯線收費架構中二號收費區的其中一個車站。此站位於新西敏東部薩珀頓區布魯尼特大道和奇利街的交界處附近，鄰近皇家哥倫比亞醫院和運輸聯線的總部。
此站於2002年1月5日聯同布雷德站一起開幕：當時兩者皆隸屬千禧線，為該線專用路段最早啓用的車站。隨著當局於2016年10月22日重組架空列車網絡，千禧線原有介乎本拿比洛歇鎮中心站和新西敏哥倫比亞站的路段改屬博覽線，成為該線的一條支線；薩珀頓站遂從當日起改歸博覽線。

## 車站設計

### 樓層
| C | 大堂     | 出入口（通往奇利街之行人天橋）、自動售票機、驗票閘門 |
| T | 側式月台 | 側式月台                                             |
| T | 1號月台  | 博覽線往濱海站（哥倫比亞站）                         |
| T | 2號月台  | 博覽線往生產路－大學站（布雷德站）                   |
| T | 側式月台 |                                                      |

## 接駁交通
下列巴士線駛經薩珀頓站：
| 巴士站編號                   | 服務路線                      |
| ---------------------------- | ----------------------------- |
| 哥倫比亞東街夾奇利街（北行） | 109號巴士，往洛歇鎮中心站方向 |
| 哥倫比亞東街夾奇利街（南行） | 109號巴士，往二埠站方向       |

## 外部連結
- 维基共享资源上的相關多媒體資源：薩珀頓站